# جيوفاني بيانكي (سياسي)
جيوفاني بيانكي (بالإيطالية: Giovanni Bianchi)‏ هو سياسي إيطالي، ولد في 19 أغسطس 1939 في سستو سان جوفاني في إيطاليا، وتوفي بنفس المكان في 24 يوليو 2017. حزبياً، نشط في الحزب الديمقراطي المسيحي الإيطالي والحزب الديمقراطي. وقد انتخب عضو مجلس النواب في الجمهورية الإيطالية.